# Black Mirror II
Black Mirror II – komputerowa gra przygodowa utrzymana w mrocznej, thrillerowskiej atmosferze. Gra jest kontynuacją The Black Mirror z 2003 roku.
Gra została zrealizowana w klasycznym stylu 2,5D. Podobnie jak w pierwszej części gry, zrezygnowano z elementów zręcznościowych przy rozwiązywaniu zagadek.
W grze gracz wciela się w postać Darrena Michaelsa. Akcja rozgrywa się dokładnie dwanaście lat, po wydarzeniach jakie miały miejsce w Willow Creek. Akcja rozpoczyna się w malowniczym miasteczku Biddeford, zlokalizowanym w Nowej Anglii. (Lokalizacje są wzorowane na autentycznych lokalizacjach jakie można spotkać w Biddeford, w stanie Maine) Już na samym początku gry Darren poznaje piękną Angelinę, w której zakochuje się z wzajemnością. Razem zamierzają odkryć tajemnicę Black Mirror. W dalszej części gry gracz przenosi się do znanych lokacji (Zamek Black Mirror, Willow Creek), spotyka także postacie (Mark, Bates) z pierwszej części gry.
W 2011 roku ukazała się kontynuacja gry Black Mirror III, w której gracz ponownie wciela się w postać Darrena Michaelsa.